# 永遠のこどもたち
『永遠のこどもたち』（El Orfanato）は、2007年のスペイン・メキシコ映画。
カンヌ国際映画祭やトロント国際映画祭で上映。アカデミー外国語映画賞スペイン代表作品。ゴヤ賞では作品賞を含む14部門にノミネートされ、脚本賞や新人監督賞など7部門を受賞。

## ストーリー
海辺の孤児院で育ったラウラは夫のカルロスと7歳の息子シモンと共に、閉鎖された孤児院のもとに移り住んだ。この孤児院を買い取り、障害のある子供たちのための施設にするためだった。ラウラが開園準備を進めているなか、シモンが空想上の友達と遊んでいる姿に不安を感じ始める。数日後、施設の開園パーティーが行われた日、シモンが姿を消してしまう。

## キャスト
| 役名              | 俳優                         | 日本語吹替 |
| ----------------- | ---------------------------- | ---------- |
| ラウラ            | ベレン・ルエダ               | 伊倉一恵   |
| カルロス          | フェルナンド・カヨ           | 青山穣     |
| シモン            | ロジェール・プリンセプ       | 松元恵     |
| 霊媒師 アウローラ | ジェラルディン・チャップリン | 久保田民絵 |
| ピラール          | マベル・リベラ               | 西宏子     |
| ベニグナ          | モンセラート・カルーヤ       |            |

## スタッフ
- 監督： J・A・バヨナ
- 製作： マル・タルガローナ、ホアキン・パドロ、アルバロ・アウグスティン
- 製作総指揮： ギレルモ・デル・トロ
- 脚本： セルヒオ・G・サンチェス
- 撮影： オスカル・ファウラ
- 美術監督： ジョセプ・ロセル
- 編集： エレーナ・ルイス
- 音楽： フェルナンド・ベラスケス